# Hagen Hagensen
Hagen Hagensen, född 11 oktober 1916 på Frederiksberg, död 21 mars 2009, var en dansk advokat och politiker (Det Konservative Folkeparti). Han var folketingsledamot 1961-1966 och 1973-1988.

## Bakgrund
Hagen Hagensen var son till Hagen Hagensen och grosshandlaren Louise Larsen. Han tog studentexamen från Schneekloths skole 1934 och kandidatexamen i juridik 1941 från Köpenhamns universitet. Han arbetade som advokatfullmäktig i Köpenhamn (1941-1944), som advokat (1944) och som advokat i Østre Landsret (Landsretssagfører) från 1945. Han hade även mötesrätt i Højesteret och var delägare i moderns företag, I/S Louise Hagensen & Co. (1940-1973). Under efterkrigstiden anlitades han ofta som advokat i rättegångarna mot danska nazister och landsförrädare.
Redan på gymnasiet grundade han studentrörelsen Front (1931). Han var även styrelseledamot i Konservativ Ungdom (1934-1944) och ordförande av Konservative Studenter (1941-1944). Hans politiska karriär fortsatte successivt som ledamot i partiets valförening i Köpenhamn och Frederiksberg (från 1934) samt som ledamot i valföreningarnas verkställande utskott (från 1948) samt vice ordförande (1956) och ordförande (1973-1982) av partiets sammanslutning av valföreningar. I den senare representerade han även Frederiksberg som ordförande av dess delegation (1959-1970). Han var medlem i partiets representantskap 1943 och ledamot i partistyrelsen från 1956 samt vice partiordförande 1973.

## Folketingsledamot
Hagensen blev invald i Folketinget första gången 1961 och fick redan året därpå ingå i den danska delegationen i FN:s generalförsamling (1962-1966 & 1978). Han lämnade Folketinget mitt under mandatperioden 1966 och ägnade sig då åt sitt ordförandeskap i Folkeligt Oplysningsforbund (FOF) på Frederiksberg (1965-1973) och som ledamot i FOF:s styrelse (1972-1973). Under denna tid var han även ledamot i Frederiksbergs kommunfullmäktige (1970-1974) och ordförande av dess sjukhusnämnd. Hagensen återvände till Folketinget 1971 som suppleant och blev invald 1973. Han var bl.a. ledamot i finansutskottet (1973-1975), vice ordförande av justitieutskottet (1977) och vice ordförande (1979) samt ordförande (1982-1984) av skatteutskottet. Från 1982 ingick han i styrelsen av partiets folketingsgrupp och var under sina sista folketingsår statsrevisor. Han har även varit ledamot i Nordiska rådet (1979) och Europarådet (1982). Som politiker var Hagensen känd för att kunna kompromissa och för sin vänskap med politiska motståndare som Aksel Larsen och Per Hækkerup.
Bland Hagensens övriga uppdrag fanns ledamotskapet i Frederiksbergs skatteråd från 1946 och vice ordförande för densamma (1958-1978). Han var styrelseledamot i Skatterådsforeningen (1951-1978, varav som ordförande 1970-1978).